# Dennis Miller
Dennis Michael Miller (Pittsburgh, Pennsylvania, 1953. november 3. –) ötszörös Primetime Emmy-díjas amerikai humorista, műsorvezető.
Legismertebb műsora a Dennis Miller Live! volt, amely 1994-től 2002-ig futott. 215 epizódot élt meg, és öt Emmy-díjat nyert, illetve tizenegy alkalommal jelölték.
A Saturday Night Live szereplőgárdájának tagja volt 1985-től 1991-ig. Több talk show-ja is volt, például az HBO-n vagy a CNBC-n. 2007-től 2015-ig egy naponta jelentkező beszélgetős rádióműsort vezetett, amelyet jelenleg a Westwood One sugároz.
Jelenlegi műsora a Dennis Miller + One, amelyet az RT America vetít 2020. március 9. óta. A műsorban hírességekkel készít interjúkat.
A Comedy Central "100 legjobb stand-up komikus" listáján a huszonegyedik lett, a Vulture.com pedig az SNL Weekend Update legjobb műsorvezetőjének nevezte.

## Élete
Pittsburghben született, és Castle Shannon külvárosában nőtt fel. Skót származású. Szülei elváltak, így anyja, Norma nevelte fel őt egy baptista nevelőintézetben. Apjáról nem szívesen beszél; általában így nyilatkozik róla: "még nagyon kicsi voltam, amikor elköltözött." Norma öt gyereke közül ő a legidősebb, és gyakran vigyázott is a többiekre.
A Saint Anne School tanulója volt. Gyerekkorában szégyenlős volt. Gyerekkori hobbijai a futball, a baseball, a kosárlabda és a televízió voltak. A humoristává válás gondolata akkor ihlette meg, amikor látta Kelly Monteith humoristát fellépni egy pittsburghi klubban.
A Keystone Oaks High School középiskolában folytatta tanulmányait. Hősei Jonathan Winters és Tim Conway komikusok voltak. Középiskolában már ismert lett a humoráról. Ennek ellenére zárkózott, önbizalom-hiányos fiú volt. 1971-ben érettségizett. Terve az volt, hogy sportújságíró legyen.
A Point Park Universityn a Sigma Tau Gamma testvériség tagja lett.
A középiskolában a South Hills Record újságírója lett. Újságírói karrierje során a humort vegyítette a tudósítással. Hamarosan azonban kilépett az újságírói posztról. 1976-ban diplomázott újságírásból. Később elmondta, hogy miért nem folytatta ezt a karriert: "Nem nagyon érdekelnek más emberek dolgai, és ez egy újságírónál nagy hiba."

## Hatásai
A New York Times-nak adott interjújában elmondta, hogy Jonathan Miller, Richard Pryor, Richard Belzer és Jay Leno voltak rá hatással.
Millert gyakran hasonlítják Mort Sahl-hoz és Lenny Bruce-hoz. Mikor a Times megkérdezte őt, mi a véleménye róluk, Dennis azt válaszolta, hogy korábban szerette Mort Sahlt, de később egyre inkább a Kennedy családdal állt kapcsolatban, ezért megváltozott róla a véleménye. Lenny Bruce-t elmondása szerint sosem szerette, és kritizálta a heroinfüggőségét.

## Magánélete
1988. április 24.-én vette feleségül Carolyn "Ali" Espley-t. Santa Barbarában élnek, és két fiuk van: Holden (1990-) és Marlon (1993-).

## Média

### Filmszerepek
- Kitúr-lak (1990)

### Különkiadások
- Mr. Miller Goes to Washington (1988)
- The 13th Annual Young Comedians Special (műsorvezető, 1989)
- The Earth Day Special (1990)
- Black & White (1990)
- Live from Washington, D.C.: They Shoot HBO Specials, Don't They? (1993)
- State of the Union Undressed (1995)
- Citizen Arcane (1996)
- The Millennium Special: 1,000 Years, 100 Laughs, 10 Really Good Ones (1999)
- The Raw Feed (2003)
- Dennis Miller: All In (2006)
- The Big Speech (2010)
- America 180 (2014)
- Fake News, Real Jokes (2018)

### Lemezek
- The Off-White Album (Warner Records, 1988)
- The Rants (Random House Audio, 1996)
- Ranting Again (Random House Audio, 1998)[21]
- Rants Redux (Random House Audio, 1999)
- I Rant, Therefore I Am (Random House Audio, 2000)
- The Rant Zone: An All-Out Blitz Against Soul-Sucking Jobs, Twisted Child Stars, Holistic Loons, and People Who Eat Their Dogs! (HarperAudio, 2001)
- Still Ranting After All These Years (HarperAudio, 2004)
- America 180 (New Wave Dynamics 2014)

### Könyvei
- The Rants (Doubleday, 1996) ISBN 0-385-47804-6
- Ranting Again (Doubleday, 1999) ISBN 0-385-48852-1
- I Rant, Therefore I Am (Doubleday, 2000) ISBN 0-385-49535-8
- The Rant Zone: An All-Out Blitz Against Soul-Sucking Jobs, Twisted Child Stars, Holistic Loons, and People Who Eat Their Dogs! (HarperCollins, 2001) ISBN 0-06-621066-6